# リゴベルト・アルバレス
リゴベルト・アルバレス ( 本名Rigoberto Álvarez Barragán、1978年1月20日 -は、メキシコの男性プロボクサー。ハリスコ州グアダラハラ出身。元WBA世界スーパーウェルター級王者。スーパーミドル級世界4団体統一王者のサウル・アルバレスは弟である。

## 来歴
彼の兄弟にはウェルター級のボクサーであるラモン・アルバレス、 リカルド・アルバレス、そして元WBA・WBC世界スーパーウェルター級スーパー王者のサウル・アルバレスがいる。

## プロ時代
2000年2月1日、メキシコハリスコ州シウダード・グスマンでイスマエル・ロドリゲスと8回戦を行い、1回KO勝ちを収めデビュー戦を飾った。
2008年5月30日、ロベルト・テナとメキシコハリスコ州グアダラハラでメキシコミドル級タイトルマッチを行い、1回KO勝ちで王座を獲得。デビュー以来無傷の19連勝を達成。
2008年6月28日、フェリッペ・ロメロとメキシコハリスコ州サポパンでメキシコスーパーミドル級タイトルマッチを行い、3回KO勝ちで王座を獲得。デビュー以来無傷の20連勝を達成した。
2009年1月24日、ホセ・ウンベルト・コラルとメキシコハリスコ州グアダラハラで空位のFECARBOXスーパーミドル級王座を争い、4回2分0秒KO勝ちで王座を獲得しデビュー以来無傷の22連勝を達成した。
2009年8月7日、WBF世界スーパーミドル級王座を賭け南アフリカ共和国フリーステイト州ブルームフォンテーンでウィリアム・ガレと対戦。0-3（113-115、112-115、110-118）の判定負けで王座獲得に失敗。キャリア初黒星を喫すると共にデビュー以来の連勝が23で止まった。
2010年1月16日、マルコ・アントニオ・ルビオとメキシコドゥランゴ州ゴメスパラシオでWBC世界ミドル級王座挑戦者決定戦を兼ねたWBCラテンアメリカ世界ミドル級タイトルマッチを行い、9回1分32秒TKO負けで王座獲得に失敗、WBC王座挑戦権獲得にも失敗した。
2010年8月のWBA世界スーパーウェルター級王者ミゲール・コットのスーパー王座認定に伴い正規王座が空位となったが、WBA世界スーパーウェルター級暫定王者石田順裕の正規王座認定も認められず、石田の暫定王座2度目の防衛戦として10月2日に予定されていたが暫定王座の防衛戦と認めぬ状態のまま迎えた10月9日にメキシコナヤリット州テピクのメソン・デ・ロス・デポルテスで正規王座の王座決定戦として石田と対戦し、2-1（115-112、114-113、113-114）の判定勝ちを収め王座を獲得した。
2011年2月5日には、WBAより指名されていた指名挑戦者である同級1位オースティン・トラウトとメキシコハリスコ州グアダラハラのアレナ・コリセオで対戦し、0-3（108-119、108-119、108-119）の判定負けを喫し王座から陥落した。
2011年10月19日、元WBA世界スーパーミドル級王者アンソニー・ムンディンとオーストラリアニューサウスウェールズ州ニューカッスルのニューカッスル・エンターテイメント・センターでWBA世界スーパーウェルター級暫定王座決定戦を行い、0-3（113-115、111-117、111-117）の判定負けを喫し王座返り咲きに失敗した。

## プロ戦績
プロボクシング：31戦27勝(20KO)4敗0分
| 戦           | 日付           | 勝敗 | 時間   | 内容    | 対戦相手                         | 国籍             | 備考                                                          |
| ------------ | -------------- | ---- | ------ | ------- | -------------------------------- | ---------------- | ------------------------------------------------------------- |
| 1            | 2000年2月1日   | 勝利 | 1R     | KO      | イスマエル・ロドリゲス           | メキシコ         | プロデビュー戦                                                |
| 2            | 2000年9月8日   | 勝利 | 8R     | 判定    | ハイメ・エンリケス               | メキシコ         |                                                               |
| 3            | 2000年11月3日  | 勝利 | 8R     | 判定3-0 | ウーゴ・ロメリ                   | メキシコ         |                                                               |
| 4            | 2001年3月16日  | 勝利 | 8R     | 判定    | ハイメ・エンリケス               | メキシコ         |                                                               |
| 5            | 2001年6月15日  | 勝利 | 1R     | KO      | フリアン・ベネガス               | メキシコ         |                                                               |
| 6            | 2002年4月13日  | 勝利 | 1R     | KO      | アントニオ・コントレーラス       | メキシコ         |                                                               |
| 7            | 2004年12月4日  | 勝利 | 8R     | 判定    | ロベルト・クルス                 | メキシコ         |                                                               |
| 8            | 2005年8月26日  | 勝利 | 10R    | 判定    | アントニオ・ゴンサーレス         | メキシコ         |                                                               |
| 9            | 2006年2月4日   | 勝利 | 1R     | TKO     | フアン・カルロス・サンチェス     | メキシコ         |                                                               |
| 10           | 2006年2月24日  | 勝利 | 1R1:12 | KO      | フアン・カルロス・サンチェス     | メキシコ         |                                                               |
| 11           | 2006年4月15日  | 勝利 | 12R    | 判定    | フランシスコ・シエーラ           | メキシコ         |                                                               |
| 12           | 2006年9月22日  | 勝利 | 1R     | KO      | アルマンド・パティノ             | メキシコ         |                                                               |
| 13           | 2006年10月20日 | 勝利 | 4R     | KO      | ウーゴ・ロメリ                   | メキシコ         |                                                               |
| 14           | 2006年12月15日 | 勝利 | 10R    | KO      | フランシスコ・シエーラ           | メキシコ         |                                                               |
| 15           | 2007年8月18日  | 勝利 | 1R1:33 | TKO     | アルフレード・コントレーラス     | メキシコ         |                                                               |
| 16           | 2007年10月19日 | 勝利 | 2R1:50 | TKO     | アルトゥーロ・エリサルデ         | メキシコ         |                                                               |
| 17           | 2007年12月15日 | 勝利 | 2R     | TKO     | アルバロ・エンリケス             | メキシコ         |                                                               |
| 18           | 2008年4月4日   | 勝利 | 2R     | TKO     | フアン・アルバラン               | メキシコ         |                                                               |
| 19           | 2008年5月30日  | 勝利 | 1R     | KO      | ロベルト・テナ                   | メキシコ         | メキシコミドル級タイトルマッチ／王座獲得                      |
| 20           | 2008年6月28日  | 勝利 | 3R     | KO      | フェリーペ・ロメーロ             | メキシコ         | メキシコスーパーミドル級タイトルマッチ／王座獲得              |
| 21           | 2008年10月4日  | 勝利 | 4R     | KO      | エリック・ラファエル・エスキベル | メキシコ         | FECARBOXスーパーミドル級タイトルマッチ                        |
| 22           | 2009年1月24日  | 勝利 | 4R2:00 | KO      | ホセ・ウンベルト・コラル         | メキシコ         |                                                               |
| 23           | 2009年3月28日  | 勝利 | 6R0:10 | TKO     | エドゥアルド・アヤラ             | メキシコ         |                                                               |
| 24           | 2009年8月7日   | 敗北 | 12R    | 判定0-3 | ウィリアム・ガレ                 | 南アフリカ共和国 | WBF世界スーパーミドル級タイトルマッチ／敗退                   |
| 25           | 2009年10月3日  | 勝利 | 3R0:10 | TKO     | フェルナンド・ベラ               | メキシコ         |                                                               |
| 26           | 2010年1月16日  | 敗北 | 9R1:32 | TKO     | マルコ・アントニオ・ルビオ       | メキシコ         | WBCラテンアメリカ世界ミドル級 WBC世界ミドル級王座挑戦者決定戦 |
| 27           | 2010年6月12日  | 勝利 | 2R2:16 | TKO     | マウロ・ロメリ                   | メキシコ         |                                                               |
| 28           | 2010年7月10日  | 勝利 | 1R2:32 | KO      | アルフレード・トレビーノ         | メキシコ         |                                                               |
| 29           | 2010年10月9日  | 勝利 | 12R    | 判定2-1 | 石田順裕                         | 日本             | WBA世界スーパーウェルター級王座決定戦 WBA獲得                 |
| 30           | 2011年2月5日   | 敗北 | 12R    | 判定0-3 | オースティン・トラウト           | アメリカ合衆国   | WBA陥落                                                       |
| 31           | 2011年10月19日 | 敗北 | 12R    | 判定0-3 | アンソニー・ムンディン           | オーストラリア   | WBA世界スーパーウェルター級暫定王座決定戦                     |
| テンプレート |                |      |        |         |                                  |                  |                                                               |

## 獲得王座
- メキシコミドル級王座
- メキシコスーパーミドル級王座
- FECARBOXスーパーミドル級王座
- WBA世界スーパーウェルター級王座(防衛0)